# 마르타 (비테르보현)
마르타(이탈리아어: Marta)는 이탈리아 라치오주 비테르보도에 위치한 코무네다. 로마로부터 북서쪽 80km, 비테르보로부터 북서쪽 20km 거리에 있다. 인구는 2016년 1월 기준 3,499명이다.